# Audrey Totter

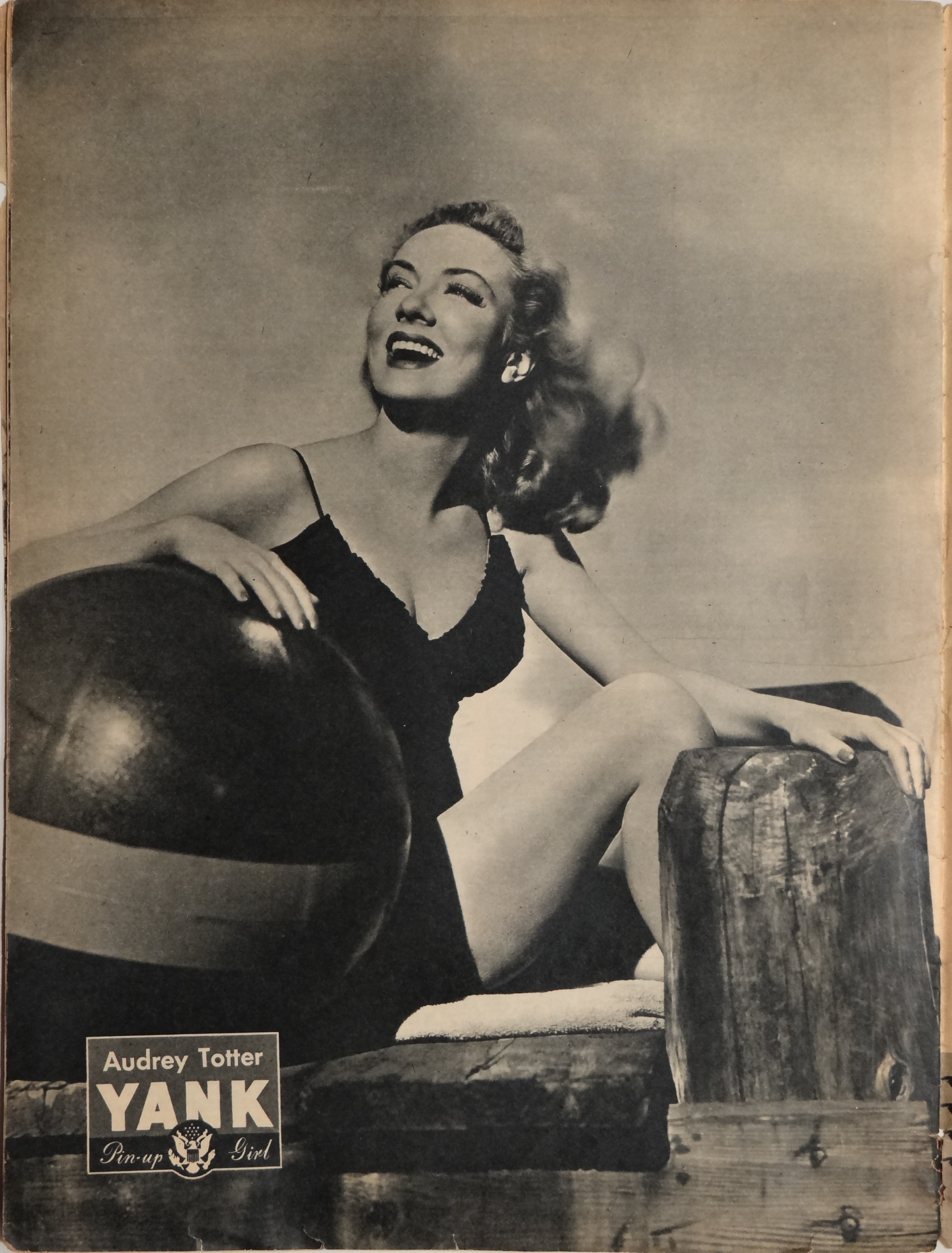
Audrey Totter i magasinet Yank 1945.

Audrey Mary Totter, född 20 december 1917 i Joliet, Illinois, död 12 december 2013 i Woodland Hills, Los Angeles, var en amerikansk skådespelare..
Totter var under 1940-talet kontrakterad hos filmbolaget Metro-Goldwyn-Mayer och blev främst känd för sin medverkan som femme fatale i film noir. Själv var hon nöjd med att få ha spelat dessa roller som hon sade var mycket roligare än att spela "snäll flicka".

## Filmografi i urval
- 1946 – Vilse
- 1947 – Kvinnan i sjön
- 1947 – Icke misstänkt
- 1947 – Den höga muren
- 1949 – Det kom en främling
- 1949 – Sista given
- 1949 – Spänning
- 1951 – Blå slöjan
- 1951 – Dödsfällan
- 1955 – I polisens nät
- 1979 – Gänget drar vidare
- 1987 – Mord och inga visor (TV-serie)